# Strikeforce: Nashville
Strikeforce: Nashville foi um evento de artes marciais mistas promovido pelo Strikeforce, ocorrido em 17 de abril de 2010 na Bridgestone Arena em Nashville, Tennessee. O evento foi transmitido na CBS.

## Background
Havia rumores que o evento principal seria uma luta entre Fedor Emelianenko e Fabrício Werdum. Porém, a luta foi movida para um evento futuro.
Bobby Lashley era esperado para lutar no card, a promoção havia apresentado um oponente para Lashley e estava esperando pela Comissão Atlética do Estado do Tennessee. De acordo com o CEO do Strikeforce Scott Coker, a luta seria a quarta luta a ser trasmitida na CBS. Em 5 de Abril, Lashley confirmou que ele poderia não aparecer no card porque o Strikeforce oficialmente não garantiu uma aparição no card televisionado e se retirou do card devido a limitações de tempo.
O evento acumulou aproximadamente 2,900,000 telespectadores na CBS.

## Briga em Nashville
O evento ficou marcado por uma briga pós-luta após o evento principal. Durante a entrevista pós-luta de Jake Shields, Jason Miller conseguiu acesso ao cage e interrompeu Shields, perguntando, "Onde está minha revanche, parceiro?" Após Gilbert Melendez e Shields empurrarem Miller para longe, Nick Diaz então soltou o primeiro soco para começar a confusão generalizada. Membros da equipe Cesar Gracie Jiu-Jitsu, incluindo Melendez, Nick e Nate Diaz atacaram Miller, enquanto Miller foi contido na tela por membros da equipe de Diaz. A briga então foi interrompida pelos árbitros, membros do córner de Dan Henderson e seguranças.

## Ligações Externas
1. ↑  Pelo Cinturão Peso Médio do Strikeforce.
2. ↑  Pelo Cinturão Peso Leve do Strikeforce.
3. ↑  Pelo Cinturão Meio Pesado do Strikeforce.